# Artur Dziambor

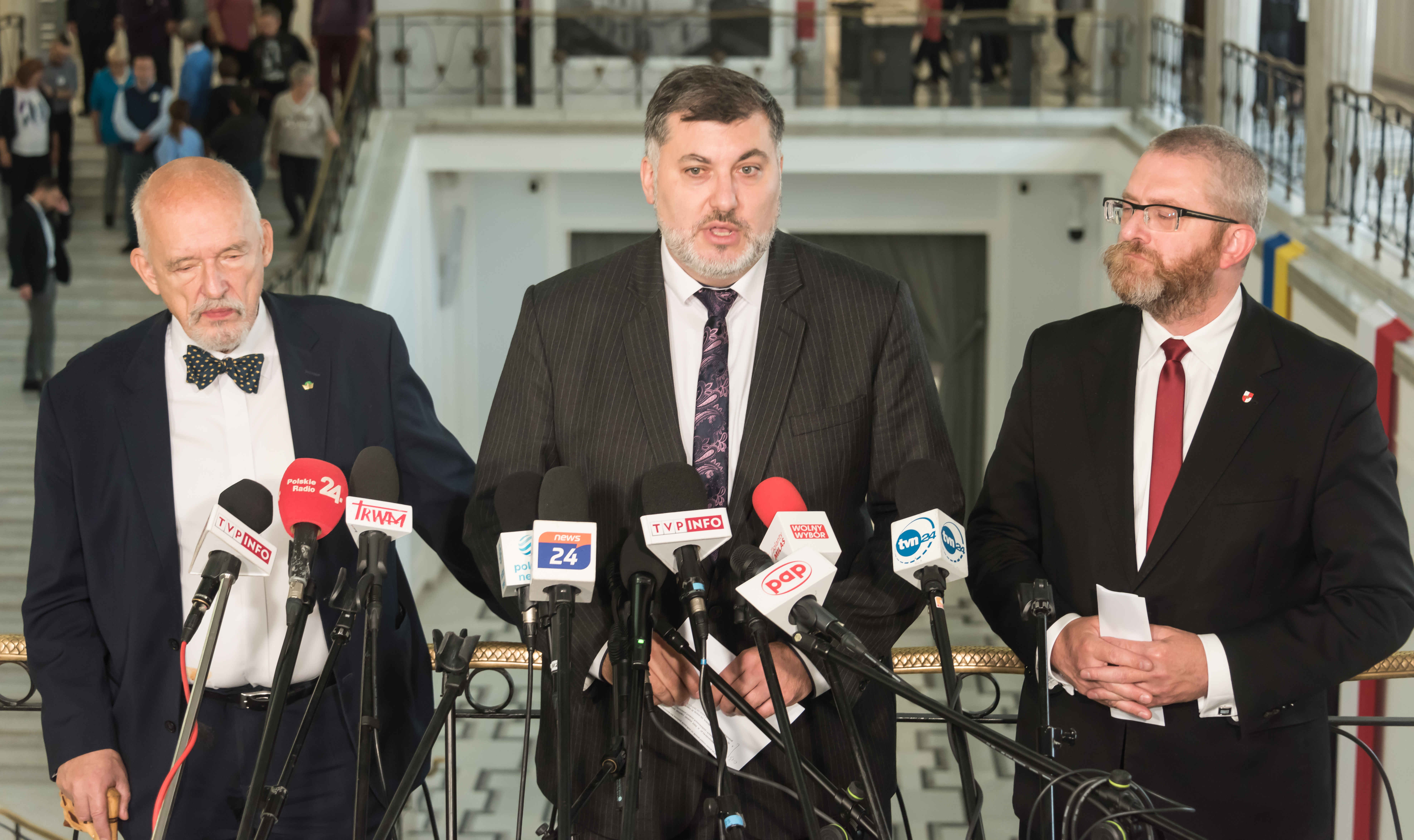
Janusz Korwin-Mikke, Artur Dziambor i Grzegorz Braun podczas konferencji prasowej w Sejmie (2022)

Artur Erwin Dziambor (ur. 27 stycznia 1982 w Gdyni) – polski polityk, nauczyciel i przedsiębiorca, poseł na Sejm IX kadencji.

## Życiorys
Ukończył zarządzanie i marketing w Wyższej Szkole Administracji i Biznesu w Gdyni oraz filologię angielską w Pomorskiej Wyższej Szkole Nauk Stosowanych. W 2007 otworzył własną szkołę językową na terenie Gdyni. W 2019 wszczął przewód doktorski na Uniwersytecie Zielonogórskim. Rozprawę pt. Kreowanie wizerunku politycznego Donalda Trumpa w latach 2014–2019 napisał pod kierunkiem Piotra Kwiatkiewicza; obronił ją w 2023.
Współtworzył struktury Stowarzyszenia KoLiber, przystąpił także do Młodych Konserwatystów oraz do Stronnictwa Konserwatywno-Ludowego. Należał potem do Unii Polityki Realnej oraz Prawa i Sprawiedliwości. Od 2011 do 2018 działał w Kongresie Nowej Prawicy, którego był wiceprezesem. Był również wiceprzewodniczącym rady gdyńskiej dzielnicy Cisowa. W 2018 dołączył do partii KORWiN, w której objął funkcję członka rady krajowej. Kandydował na radnego Gdyni w wyborach samorządowych w 2002 i 2006. W wyborach w 2014 i 2018 ubiegał się o mandat radnego sejmiku pomorskiego (w 2014 kandydował równocześnie na prezydenta Gdyni). W wyborach w 2014 i 2019 bez powodzenia ubiegał się o mandat eurodeputowanego.
W wyborach parlamentarnych w 2019 kandydował do Sejmu z listy współtworzonej przez jego ugrupowanie federacyjnej partii Konfederacja Wolność i Niepodległość w okręgu gdyńskim. Został wybrany na posła IX kadencji, otrzymując 19 334 głosy. Wybrano go na jednego z wiceprezesów partii KORWiN oraz na jednego z zastępców przewodniczącego Komisji Edukacji, Nauki i Młodzieży. Został następnie jednym z kandydatów w zorganizowanych przez Konfederację prawyborach mających wyłonić jej kandydata w wyborach prezydenckich w 2020.
W marcu 2022 wraz z Jakubem Kuleszą i Dobromirem Sośnierzem opuścił partię KORWiN. W tym samym roku został prezesem partii Wolnościowcy (która zakończyła działalność w 2024). W lutym 2023 został wykluczony z Konfederacji, zarzucono mu „działanie na szkodę partii” (według Artura Dziambora miało to związek z kilkoma jego wypowiedziami medialnymi). W tym samym miesiącu ogłosił współtworzenie koła poselskiego Wolnościowców (które rozpadło się kilka miesięcy później). We wrześniu 2023 dołączył do Koalicji Polskiej (pozostając posłem niezrzeszonym). W 2023 nie został wybrany do Sejmu kolejnej kadencji (kandydował z listy Trzeciej Drogi, otrzymując 9168 głosów). Został potem wykładowcą w Collegium Humanum.
W marcu 2024 objął funkcję dyrektora departamentu marketingu i komunikacji w spółce zarządzającej portem morskim Gdańsk, zakończył jej pełnienie jeszcze w tym samym roku. Następnie został dziekanem mieszczącego się w Gdańsku Wydziału Studiów Społecznych Wyższej Szkoły Bezpieczeństwa w Poznaniu.
W 2024 z listy Trzeciej Drogi bez powodzenia kandydował do sejmiku pomorskiego oraz do Europarlamentu X kadencji. Był rekomendowany przez Polskie Stronnictwo Ludowe, którego został politykiem. W czerwcu 2025 powołany na stanowisko pełnomocnika ministra rozwoju i technologii ds. innowacji i rozwoju przedsiębiorczości.

## Życie prywatne
Żonaty, ojciec trojga dzieci.

## Wyniki wyborcze
| Wybory | Komitet wyborczy                            | Komitet wyborczy                          | Organ                                      | Okręg        | Wynik          |
| ------ | ------------------------------------------- | ----------------------------------------- | ------------------------------------------ | ------------ | -------------- |
| 2002   |                                             | KWW Naprzód Gdynio! – Lista Prawicowa     | Rada Miasta Gdyni                          | nr 2         | 84 (0,55%)     |
| 2006   |                                             | Prawo i Sprawiedliwość                    | Rada Miasta Gdyni                          | nr 2         | 100 (0,57%)    |
| 2014   |                                             | Nowa Prawica – Janusza Korwin-Mikke       | Parlament Europejski VIII kadencji         | nr 1         | 18 889 (4,11%) |
| 2014   | Sejmik Województwa Pomorskiego V kadencji   | Nowa Prawica – Janusza Korwin-Mikke       | nr 2                                       | 6010 (3,37%) |                |
| 2014   | Prezydent Miasta Gdyni                      | Nowa Prawica – Janusza Korwin-Mikke       | –                                          | 3073 (3,57%) |                |
| 2018   |                                             | KWW Wolność w Samorządzie                 | Sejmik Województwa Pomorskiego VI kadencji | nr 2         | 1966 (0,80%)   |
| 2019   |                                             | Konfederacja KORWiN Braun Liroy Narodowcy | Parlament Europejski IX kadencji           | nr 1         | 3769 (0,46%)   |
| 2019   |                                             | Konfederacja Wolność i Niepodległość      | Sejm IX kadencji                           | nr 26        | 19 334 (3,33%) |
| 2023   |                                             | Trzecia Droga                             | Sejm X kadencji                            | nr 26        | 9168 (1,34%)   |
| 2024   | Sejmik Województwa Pomorskiego VII kadencji | Trzecia Droga                             | nr 2                                       | 7326 (3,25%) |                |
| 2024   | Parlament Europejski X kadencji             | Trzecia Droga                             | nr 1                                       | 6898 (0,93%) |                |